# Monsonia galpinii
Monsonia galpinii är en näveväxtart som beskrevs av Rudolf Schlechter och Paul Erich Otto Wilhelm Knuth. Monsonia galpinii ingår i släktet hottentottnävor, och familjen näveväxter. Inga underarter finns listade i Catalogue of Life.